# 城关镇 (夏邑县)
城关镇，是中华人民共和国河南省商丘市夏邑县下辖的一个乡镇级行政单位。

## 行政区划
城关镇下辖以下地区：
滨湖路社区、福利社区、汇贤社区、新区社区、天龙湖社区、健民社区、新兴社区、光明社区、南郊社区、育才社区、北关村、城里村、教门街村、三元村、西关村、三义街村、陈庄村、李古同村、郭娄村、南关村、狮刘村、闫刘村和孙娄村。